# Jean-Philippe Lamoureux
Jean-Philippe Lamoureux, ameriški hokejist, * 28. december 1975, Flemington Village, New Jersey, ZDA.

## Hokejska kariera
Lamoureux je kariero začel pri klubu Lincoln Stars v mladinski ligi USHL, kjer je branil tri sezone. Med letoma 2004 in 2008 je branil za univerzitetno moštvo Univerze Severna Dakota, ki jo je zapustil kot drugi najuspešnejši vratar vseh časov s prejetega 2,14 gola na tekmo, 92,0 % ubranjenih strelov in desetimi shutouti.
Profesionalno kariero je začel v sezoni 2008/09 pri klubu Alaska Aces v ligi ECHL, kjer je bil proglašen za vratarja lige, postavil pa je tudi rekord lige z osmimi shutouti. Klubu je s tem pomagal do uvrstitve v finale za Kelly Cup, kjer pa jih je v sedmih tekmah premagal klub South Carolina Stingrays. 30. julija 2009 je podpisal enoletno pogodbo z NHL klubom Buffalo Sabres, zaigral pa je v ligi AHL pri podružničnem klubu Portland Pirates. Klub pogodbe ni obnovil in v sezoni 20110/11 je Lamoureux igral za kluba Abbotsford Heat, podružnično ekipo Calgary Flamesov, v ligi AHL in Utah Grizzlies v ligi ECHL.
23. junija 2011 je podpisal pogodbo s klubom HDD Tilia Olimpija za igranje v ligi EBEL in slovenski ligi. Hitro se je uveljavil kot eden najboljših vratarjev lige EBEL, saj je vseskozi pri vrhu lestvice vratarjev po odstotku ubranjenih strelov. 

## Družina
Jean-Philippe Lamoureux je najstarejši izmed šestih bratov in sester, ki vsi igrajo hokej na profesionalni ravni. Jacques v ligi ECH, Pierre-Paul v ligi WHL, Mario pri univerzitetnem moštvu Univerze Severna Dakota, sestri dvojčici Jocelyne in Monique pa sta z ameriško žensko reprezentanco osvojili zlato medaljo na hokejskem turnirju Zimskih olimpijskih igrah 2010.